# Grupo de NGC 5866
El Grupo de NGC 5866 es un pequeño subgrupo de galaxias en el Grupo M101. Su nombre proviene de la galaxia NGC 5866, que junto con NGC 5907, son las galaxias más brillantes del grupo.

## Miembros
| Nombre   | Tipo     | A.R. (J2000).    | Dec. (J2000) | Corrimiento al rojo (km/s) | Magnitud aparente | Imagen |
| -------- | -------- | ---------------- | ------------ | -------------------------- | ----------------- | ------ |
| NGC 5866 | S0       | 15 h 06 m 29.5 s | +55°45′48″   | 672 ± 9                    | 10.7              |        |
| NGC 5879 | SA(rs)bc | 15 h 09 m 46.8 s | +57°00′01″   | 772 ± 5                    | 12.4              |        |
| NGC 5907 | SA(s)c   | 15 h 15 m 53.8 s | +56°19′44″   | 667 ± 3                    | 11.1              |        |

Otros posibles miembros son NGC 5866B, NGC 5963, UGC 9776 y UGC 9816.

## Grupos cercanos
El Grupo de NGC 5866 se sitúa al noroeste tanto del Grupo de M101, que contiene la Galaxia del Molinete, como del Grupo de M51, que contiene la Galaxia Remolino entre otras Las distancias entre estos tres grupos son similares, lo que sugiere que los tres grupos pueden formar parte a su vez de un grupo mayor.